# Sông Citarum
Sông Citarum (tiếng Indonesia: Sungai Citarum, tiếng Sunda: Walungan Citarum) là một con sông ở Tây Java, Indonesia. Sông này có một vai trò quan trọng trong cuộc sống của người dân Tây Java vì nó là nguồn nước cho nông nghiệp, nước uống, công nghiệp cho khu vực này. Sông này bị các hoạt động của con người gây ô nhiễm nặng do có khoảng 5 triệu dân sống trong lưu vực của con sông này.